# 欧直AS332超级美洲狮直升机
欧直AS332超級美洲豹直升机，是一种四叶桨、双发的中型通用直升機，是SA330美洲狮直升机的改进型。AS332同时针对民用与军用市场。该直升机最早由法国宇航公司设计制造。

## 開發
1974年，法国宇航開始以SA330美洲獅直升機為基礎，發展一種新型中型運輸直升機，該項目在1975年巴黎國際航空航天展發布。

## 設計
AS332超級美洲狮直升机設計類似於SA330直升機，使用兩枚透博梅卡馬基拉渦輪軸發動機引擎驅動四葉主旋轉翼，使用防撞起落架，並加固機身結構、葉片轉子與相關重要機械系統，使直升機耐磨損性能加強。

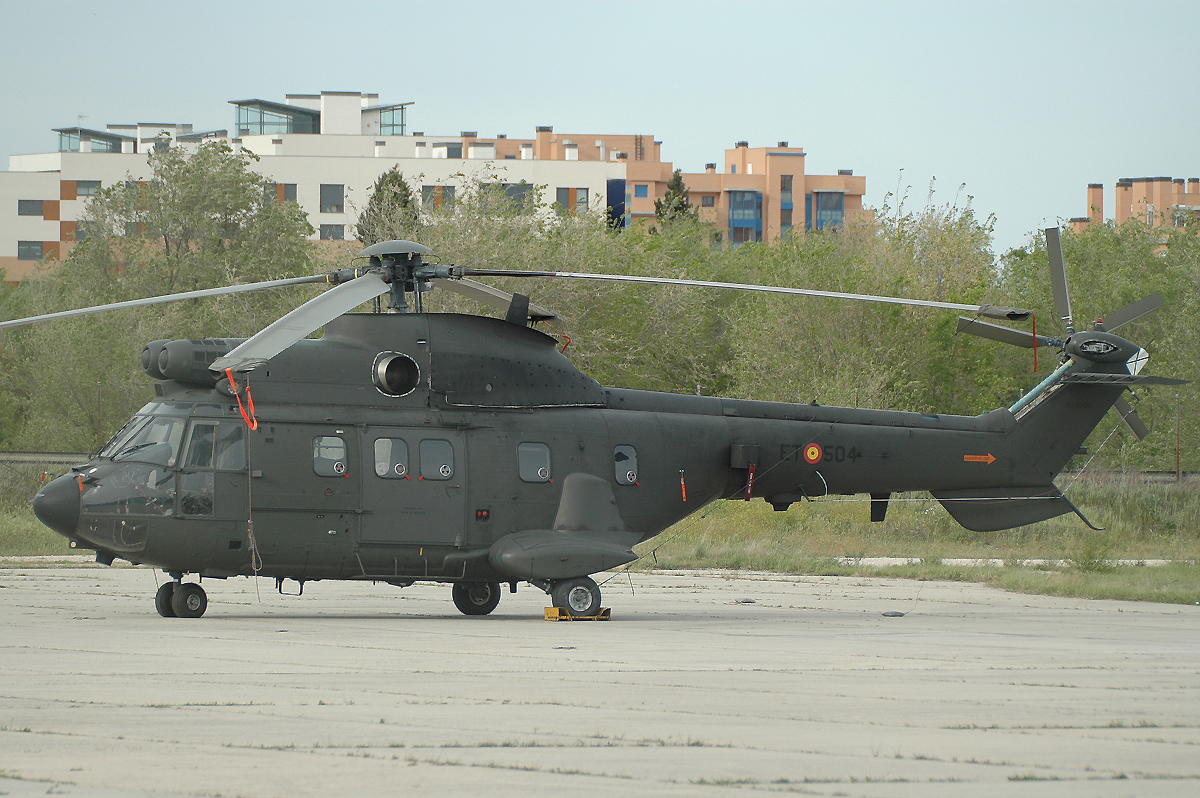
西班牙陸軍用

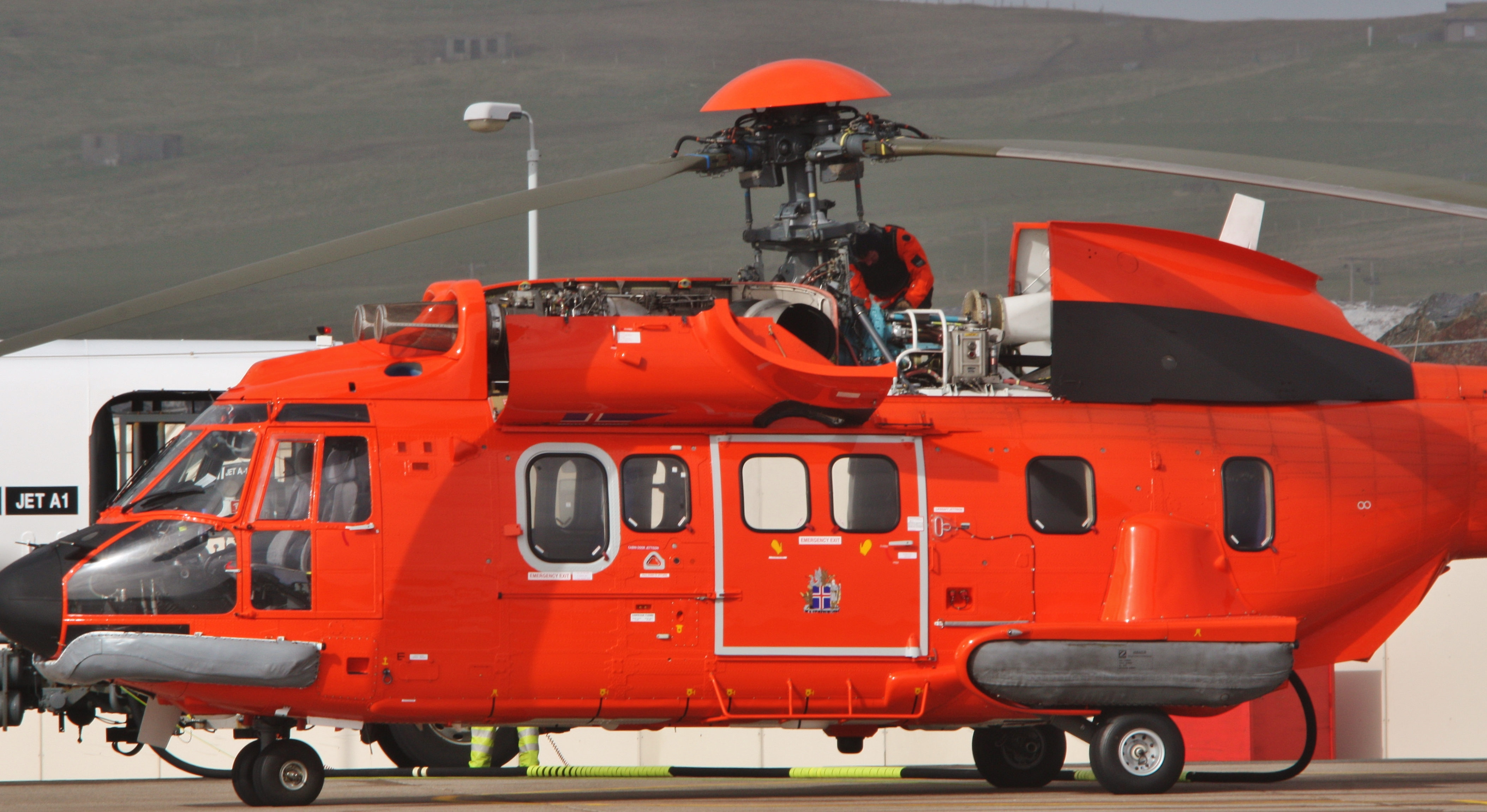
救護型

## 衍生型
- SA 331：最初原型，以SA 330機身為基礎改良，第一次飛行時間在1977年9月5日。[2]
- AS 332A：試用型商業版。
- AS 332B：軍用版。
- AS 332B1：軍用版。
- AS 332C：民用版。[3]
- AS 332C1：搜救版，安裝搜索雷達及六個擔架床。[3]
- AS 332F：軍用反潛及反艦版。
- AS 332F1：海軍版。
- AS 332L：民用版，發動機輸出增加，機身加長，加大坐艙空間，以及油箱容量加大。[3]
- AS 332L1：民用版延伸型，加長機身及增設航空座椅。[3]
- AS 332L2 超極美洲獅 Mk 2：民用運輸版，安裝Spheriflex主旋翼與電子飛行儀錶系統。[3]
- AS 332M：即軍用版AS 332L。
- AS 332M1：軍用版延伸型。
- H215M：AS332 C1e/L1e的升级版[4]
- NAS 332：印尼印尼航太生產版本。
- VH-34：巴西空軍設計，VIP用途，共生產兩架。

## 規格（AS332 L1）
資料來源：歐洲直升機公司簡介、Jane's Aircraft Recognition Guide。

### 特徵
- 乘員：2名飛行員
- 乘客：19名乘客
- 機身長度：16.29（53.4英尺）
- 迴旋翼直徑：15.6（51英尺）
- 高度：4.80（15.7英尺）
- 空重：4,500（9,900磅）
- 有效載重 ：4,100（9,000磅）
- 最大起飛重量 ：8,600（19,000磅）
- 發動機：2 × Turbomeca Makila 1A1型 渦輪軸發動機，1,724匹馬力（1,286千瓦特）輸出

### 性能
- 最大空速限制 ：278公里/小時
- 最高速度 ：262公里/小時
- 巡航速度 ：252公里/小時
- 航程 ：841（523英里）
- 實用升限 ：6,100（20,000英尺）
- 爬升率：8.2公尺/秒

## 規格（AS332 L2）
資料來源： Jane's All The World's Aircraft 1993–94。

### 特徵
- 乘員：2名飛行員
- 乘客：24名乘客與空服員
- 機身長度：16.79 m (55.05 英尺)
- 迴旋翼直徑：16.20 m (53.15 英尺)
- 高度：4.97 m (16.4 英尺)
- 空重：4,660 kg (10,274 英磅)
- 有效載重 ：4,490 kg (9,899 英磅)
- 最大起飛重量 ：9,150 kg (20,172 英磅)
- 發動機：2 ×  Turbomeca Makila 1A2型 渦輪軸發動機，1,845匹馬力輸出

### 性能
- 最大空速限制 ：327公里/小時
- 最高速度 ：277公里/小時
- 巡航速度 ：247公里/小時
- 航程 ：851（529英里）
- 實用升限 ：5,180（16,990英尺）
- 爬升率：7.4公尺/秒

## 用户
- 阿根廷[7]
- 玻利维亚[7]
- 巴西[7]
- 喀麦隆[8]
- 智利[7]
- 中国
  - 中國人民解放軍陸軍 [9]
  - 中信海直 [10]
- 刚果民主共和国 [11]
- [7]
- 芬兰[12]
- 加彭[7]
- 法國
  - 法國空軍
  - 法國陸軍
- 希腊
  - 希臘空軍 [7]
- 印度尼西亞[7]
- 日本
  - 陸上自衛隊 [13]
  - 海上保安廳 [14]
- 约旦[7]
- 科威特[7]
- 墨西哥[15]
- 奈及利亞[7]
- 阿曼[7]
- 沙烏地阿拉伯[7]
- 新加坡
  - 新加坡共和國空軍部隊 [7]
- - 大韓民國空軍 [7]
- 西班牙
  - 西班牙空軍 [7]
- 瑞典[7]
- 瑞士
  - 瑞士空軍 [7]
- 泰國[16]
- 多哥 [17]
- 阿联酋[7]
- 委內瑞拉
  - 委內瑞拉空軍 [18]

- - 亞塞拜然航空[19][20]
- 巴西
  - 巴西石油 [21]
  - 巴西海軍陸戰隊 （页面存档备份，存于）
- 德国
  - 德國聯邦警察 [22]
- 加拿大
  - CHC直升机公司（英语：CHC Helicopter） [23]
- 香港
  - 政府飛行服務隊 [24]（已退役[25]）
- 冰島
  - 冰島海岸警衛隊 [26]
- 摩洛哥[27]
- 英国 [28][29] [30]
- 美国[31]

## 流行文化
- 在一些以二戰後蘇聯紅軍有關的西方電影當中，經常會把欧直AS332超级美洲狮直升机塗成蘇軍直升機式樣以扮演蘇軍直升機，例如:《第一滴血3》
- 歐直AS332超極美洲狮直升機在2015年第一人称射击游戏《战地：硬仗》（Battlefield: Hardline）中以罪犯行政直升機（用途同運輸直升機）之姿出現。

## 外部連結
- Eurocopter's official website for Super Puma[永久]